# جیسون دراکر
جیسون دراکر (به انگلیسی: Jason Drucker) بازیگر آمریکایی است.
از کارهای معروف او می‌توان به بازی در فیلم‌های دفترچه خاطرات یک بی‌عرضه و بامبلبی اشاره کرد.